# 7500 Sassi
7500 Sassi è un asteroide della fascia principale. Scoperto nel 1996, presenta un'orbita caratterizzata da un semiasse maggiore pari a 2,2936262 UA e da un'eccentricità di 0,0889369, inclinata di 6,07384° rispetto all'eclittica.
L'asteroide è dedicato all'astronomo amatoriale italiano Giorgio Sassi (1918-2009), co-fondatore dell'Osservatorio S.Vittore (Bologna) obs. code. 552.
.